# Claude-Agnès Reynaud
Pour les articles homonymes, voir Reynaud.
Claude-Agnès Reynaud, née le 6 mars 1953 à Paris, est une immunologue française, directrice de recherche au CNRS.

## Biographie
Claude-Agnès Reynaud est la petite fille de Charles-André Julien, historien spécialiste du Maghreb et figure politique anticolonialiste, et fille de Jean-Daniel Reynaud, professeur de sociologie du travail.
Elle entre à l'École normale supérieure de jeunes filles en 1972, en section « Sciences physiques » et s'oriente vers la biologie. Elle réalise une thèse de 3e cycle sous la direction de Klaus Scherrer, à l'Institut Jacques-Monod sur la maturation des ARN nucléaires précurseurs des ARN messagers. Après sa thèse en 1981, elle s'oriente vers l'immunologie et commence un partenariat scientifique avec Jean-Claude Weill. Elle réalise un séjour post-doctorale de quatre ans à l'Institut d'immunologie de Bâle (1987-1991), puis retourne en France à la Faculté de médecine Necker-Enfants Malades, dans l'unité Inserm « Développement du système immunitaire » dirigée par Jean-Claude Weill (1992-1996 et 1999-2000), Harald von Boehmer (1997-1999), puis elle-même (2001-2013). L'équipe « Développement du système immunitaire » est depuis 2014 intégrée à l'Institut Necker-Enfants Malades.

## Travaux scientifiques
Avec Jean-Claude Weill, elle s'intéresse aux mécanismes de formation du répertoire des immunoglobulines, mettant en évidence des mécanismes nouveaux comme la conversion génique chez les oiseaux, ou l'utilisation chez les ruminants du processus d'hypermutation somatique dans la formation du répertoire pré-immun. Ces stratégies s'accompagnent d'une différenciation lymphocytaire localisée essentiellement dans les tissus lymphoïdes associés à l'intestin. Leurs travaux plus récents ont porté sur les mécanismes moléculaires du processus d'hypermutation des gènes des immunoglobulines, par la description du rôle joué par les ADN polymérases mutagènes dans ce processus, ainsi que sur les mécanismes de formation de la mémoire immunitaire, et la description de sous-populations lymphocytaires chez l'homme présentant des analogies dans leur mode de formation avec celui des cellules B décrites chez les oiseaux ou les ruminants.
Claude-Agnès Reynaud est l'auteur et co-auteur de très nombreux articles scientifiques.

## Prix et récompenses
- Médaille d'argent du CNRS (1991)
- Prix Jean-Pierre-Lecoq (1997) de l'Académie des sciences (conjointement avec Jean-Claude Weill)
- Prix d'honneur de l'Inserm (2017), conjointement avec Jean-Claude Weill)[9]
- Sanofi-Institut Pasteur International Senior Award (2018) avec Jean-Claude Weill[10]

## Décoration
- Chevalier de la Légion d'honneur (2015)